# Друга влада Стевче Михаиловића
Друга влада Стевче Михаиловића је била влада Кнежевине Србије од 6. маја 1876. до 13. октобра 1878.

## Историја
Ова друга Михаиловићева влада води оба ослободилачка рата са Турском и доводи Србију до територијалног проширења и независности на Берлинском конгресу.

## Чланови владе
| Функција                                            | Слика       | Име и презиме       | Детаљи              |
| --------------------------------------------------- | ----------- | ------------------- | ------------------- |
| Председник министарског савета и министар грађевина |             | Стевча Михаиловић   |                     |
| Председник министарског савета и министар грађевина |             | Јован Ристић        | заступао по потреби |
| Министар иностраних дела                            |             | Јован Ристић        |                     |
| Министар унутрашњих дела                            |             | Радивоје Милојковић |                     |
| Министар правде                                     |             | Јеврем Грујић       |                     |
| Министар финансија                                  |             | Владимир Јовановић  |                     |
| Министар просвете и црквених дела                   |             | Алимпије Васиљевић  |                     |
| Министар војни                                      |             | Тихомиљ Николић     | до 4/16.11.1876.    |
| Министар војни                                      | Сава Грујић |                     |                     |